# Gradačac
Gradačac je grad u sjeveroistočnom dijelu Bosne i Hercegovine, sastavni dio Tuzlanske županije. Nalazi se na obroncima Majevice. Gradom dominira dvorac Husein-kapetana Gradaščevića, poznatija kao Bijela kula, koja je zaštitni znak i prepoznatljivi simbol grada.

## Zemljopis

### Položaj
Gradačac se nalazi na sjeveroistoku Bosne i Hercegovine. Zahvaća južni i nešto jugoistočnog dijela srednje Bosanske Posavine koja se proteže na dio sjeverne Bosne i padinski dio planina Majevice i Trebave. Visinski odnosi nisu izraženi i kreću se od 100 – 600 m nadmorske visine. Gradačac se nalazi na 129 m nadmorske visine, na rječici Gradašnici.

## Povijest
Na području Gradačca se prostirala srednjovjekovna župa Nenavište (ona je obuhvaćala veći dio današnjeg grada Gradačac, općine Modriča i Bosanski Šamac, a u povijesnim izvorima se prvi put javlja 1326. – 1329., kasnije se na ovom području javlja grad Gračac (1461).
Pod Osmanskom je vlašću od 1519. Gračačka (Gračac je stariji naziv za Gradačac.) nahija spomenuta je u jednom defteru iz 1533. dok se 1634. navodi da Gradačac pripada Gračaničkom kadiluku. To je ujedno i prvi dokumenat u kojem se ovo mjesto javlja pod svojim sadašnjim imenom. Nakon Karlovačkog mira (1699.) Gradačac, kojem je tada bila namijenjena obrana osmanskih granica na Savi, dobiva na svom strateškom značaju. Godine 1701. postaje palanka, a od 1710. sjedište kapetanije. Poslije toga grad se brzo razvija, pa je polovinom 19. stoljeća imao dva hana, dvije medrese, četiri džamije, nekoliko mekteba i oko 40 trgovačkih i zanatskih radnji. Najveća zasluga za takav prosperitet mjesta pripada gradačačkim nasljednim kapetanima iz obitelji Gradaščevića: Osman-kapetanu i Murat-kapetanu, a naročito predvodniku vojske bosanskih feudalaca u borbi protiv osmanske uprave 1830. godine, Husein-kapetanu, bolje poznatom pod imenom "Zmaj od Bosne".

### Rat u Bosni i Hercegovini
Velikosrpska agresija snašla je Gradačac. Dana 18. lipnja 1992. godine prvi su put granatirali Gradačac, nakon čega je to bilo svaki dan. Granate su agresori ispaljivali iz Modriče, Pelagićeva i inih srpskih sela. Obrambenu crtu organizirala je brigada HVO-a u selu Ledenicama, što je bila prva crta obrane. Branitelji BiH iz HVO-a odolijevali su velikosrpskim napadačima sve do 22. listopada 1992. godine. Tad su napadači iz Modriče rano ujutro dovukli oklopni vlak u Ledenice pod Barišića Brdo. I branitelji Gradačca su pošli tamo, povlačeći se iz Ledenica. Žestoko su se borili da bi spriječili oklopnom vlaku ući u industrijsku zonu. Popodne su hrvatski branitelji BiH borci uz manje gubitke onesposobili vlak i spasili grad od okupacije. Nažalost, pale su Ledenice, Donje i Gornje Bare, Bjeljevina i Johovača, seoski dio župe Gradačac. Obrambena crta pomaknuta je na rub grada, na Požarike. Ostala je razgraničenjem do konca rata. Od Hrvata, u ratu je poginulo 26 župljana među kojima su i dvije žene. Napomenuti treba,da je na području Gradačca, Armija Republike BiH,sačuvala sve katoličke i pravoslavne svetinje.Prilikom poziva Tudjmana,Hrvati su ostavili svoja sela,i krenuli s naoružanjem u Hrvatsku,su presretnuti od jedinica Armije RBiH i time razoružani poslani u Hrvatsku.
Značajnu ulogu u obrani Gradačca od velikosrpske agresije dala je postrojba HVO-a "Živinički sokolovi". Na ovom bojištu imala je mnogo stradalih, no u Gradačcu ne poštuju doprinos HVO kao u obližnjem Brčkom.
Prije rata površina općine Gradačac iznosila je 420 km2. Daytonskim sporazumom oko 50 % teritorije dodijeljeno je entitetu Republika Srpska i to općinama Pelagićevo i Modriča.

## Bijela kula Husein-kapetana Gradaščevića
Bijela kula Husein-kapetana Gradaščevića glavno je obilježje Gradačca. Ona dominira krajolikom grada, podignuta na najvišoj tački na ovom prostoru gdje završava posavska ravnica i počinju se uzdizati bosanska brdašca.
Izgradnja postojećeg tvrđavskog kompleksa u ovom mjestu započeta je 1765. a dovršena do 1821. godine. Unutar široko razvedenih bedema ovog fortifikacionog sistema koji ima tri ulaza osigurana kapi-kulama, nalazi se oko 18 m visoka, od opeke sagrađena trokatna kula s tornjem na vrhu. Masivno građeni četverokatni toranj, kvadratne osnove, visok 22 m, najmlađi je objekt te vrste u Bosni i Hercegovini. Podigli su je Gradaščevići u 18. stoljeću.
Bijela kula je visoka 18 metara, široka sedam i pol. Debljina zidova koji je okružuju je metar. Kula je građena kao vojni kompleks, kao sustav obrane grada, u kojem je bila smještena vojska i gradska uprava. S kule se pruža pogled na pet gradova – Odžak, Bosanski Šamac, Orašje, Brčko i Modriču.

## Poznati ljudi
Poznate osobe koje su se rodile, živile i/ili radile u Gradačcu.
Kategorija:Životopisi, Gradačac
- Ahmed Muradbegović (1898. – 1974.), književnik
- Dario Damjanović (r. 1981.), nogometaš
- Dragan Dujmušić (1884. – 1916.), književnik
- Hasan Kikić (1905. – 1942.), književnik
- Husein-kapetan Gradaščević (1802. – 1834.), vođa Velikoga bosanskog ustanka
- Mario Kelentrić (r. 1973), rukometaš
- Stjepan Šiber (1938. – 2016.), general

## Promet
Gradačac je povezan ne samo s općinama u Federaciji Bosne i Hercegovine, Republike Srpske i Brčko distrikta BiH, već i s Hrvatskom, a preko nje i svim djelovima središnje i istočne Europe. Saobraćajnu vezu grad ostvaruje kopnenim putem. U mjestu Ormanice koje se nalazi na 14 km udaljenosti od centra grada, ulazi se u kontaktnu zonu puteva Tuzla - Županja i puta za Gračanicu, koja je od Gradačca udaljena 36 km. Asfaltnim putem ostvaruje se veza s magistralnom saobraćajnicom Beograd - Zagreb. U Gradačac je moguće doći putevima iz četiri pravca: Modriče, Bosanskog Šamca, Orašja i Ormanice. Gradačac je od Brčkog udaljen 38 km, od Tuzle 60 i od Sarajeva 180 km. 

## Stanovništvo
Prema popisu stanovništva iz 2013. godine Grad Gradačac imao je 39.340 stanovnika. U samom mjestu Gradačac živi 12.764 stanovnika. Prosječna starost stanovnika je 37,9 godina. Na području Grada Gradačca žive građani iz reda sva tri konstitutivna naroda – Bošnjaka 79,5%, a potom Srba 8,9%, Hrvata 6,7% i Ostalih 4,9%.
| broj stanovnika | 19828 | 45061 | 44738 | 50992 | 42184 | 42957 | 42730 | 48384 | 54281 | 56581 | 39340 |
|                 | 1879. | 1910. | 1921. | 1931. | 1948. | 1953. | 1961. | 1971. | 1981. | 1991. | 2013. |

## Naseljena mjesta
Po posljednjem službenom popisu stanovništva iz 1991. godine, Gradačac, BiH imala je 56.581 stanovnika, raspoređenih u 38 naselja:
Avramovina, Biberovo Polje, Blaževac, Donja Međiđa, Donja Tramošnica, Donje Krečane, Donje Ledenice, Donji Lukavac, Donji Skugrić, Gornja Međiđa, Gornja Tramošnica, Gornje Krečane, Gornje Ledenice, Gornji Lukavac, Gradačac, Hrgovi Donji, Jasenica, Jelovče Selo, Kerep, Krčevljani, Mionica, Novalići, Njivak, Orlovo Polje, Pelagićevo, Porebrice, Rajska, Samarevac, Sibovac, Srnice Donje, Srnice Gornje, Tolisa, Turić, Vida, Vučkovci, Zelinja Donja, Zelinja Gornja i Zelinja Srednja.
Poslije potpisivanja Daytonskog sporazuma, veći dio općine Gradačac ušao je u sastav Federacije Bosne i Hercegovine. U sastav Republike Srpske ušla su naseljena mjesta: Blaževac, Donje Ledenice (dio), Donja Tramošnica (dio), Gornje Ledenice (dio), Gornja Tramošnica (dio), Njivak, Orlovo Polje, 
Pelagićevo, Porebrice (dio), Samarevac i Turić (dio). Od ovog područja formirana je općina Pelagićevo. Općini Modriča su pripojena naseljena mjesta Krčevljani i Tolisa, te dijelovi naseljenih mjesta: Gornje Krečane, Jasenica i Donji Skugrić. Naseljeno mjesto Zelinja Gornja pripojeno je Doboju.
U općini Gradačac su ostala naselja:
Avramovina, Biberovo Polje, Donja Međiđa, Donja Tramošnica (dio), Donje Krečane, Donje Ledenice (dio), Donji Lukavac, Donji Skugrić (dio), Gornja Međiđa, Gornja Tramošnica (dio), Gornje Krečane (dio), Gornje Ledenice (dio), Gornji Lukavac, Gradačac, Hrgovi Donji, Jasenica (dio), Jelovče Selo, Kerep, Mionica, Novalići, Porebrice (dio), Rajska, Sibovac, Srnice Donje, Srnice Gornje, Turić (dio), Vida, Vučkovci, Zelinja Donja i Zelinja Srednja.

## Kultura
- Katolička crkva sv. Marka Evanđelista u Gradačcu.[8]

## Gospodarstvo
U Gradačcu se održava sajam šljiva.

## Sport
- RK Gradačac
- OK Kula
- NK Zvijezda
- KIK Zmaj
- Klub Borilačkih Sportova "Zmaj" Gradačac
- KK Gradačac

## Gradovi prijatelji
Gradačac ima uspostavljenu prijateljsku suradnju sa sljedećim gradovima:
- Sivas, Turska[9]

## Vanjske poveznice
- Službena stranica